# Copris usambaricus
Copris usambaricus là một loài bọ cánh cứng trong họ Bọ hung (Scarabaeidae).